# Danel Castro
Artikeln följer den spanska namnseden; faderns efternamn är Castro och moderns efternamn Muñagorry.
Danel Castro Muñagorry, född den 2 juli 1976 i Manatí, är en kubansk före detta basebollspelare som tog silver för Kuba vid olympiska sommarspelen 2000 i Sydney.